# Коверьянки
Коверьянки — деревня в Дмитровском районе Московской области, в составе Сельского поселения Костинское. Население — 12 чел. (2010). До 2006 года Коверьянки входили в состав Гришинского сельского округа.

## История
В деревне Коверьянки находятся дома, где снималось свидание героев Людмилы Гурченко и Олега Басилашвили в фильме Эльдара Рязанова «Вокзал для двоих». Один дом снимали с фасада, в другом проходили интерьерные съёмки.

## Расположение
Деревня расположена в юго-восточной части района, примерно в 14 км на юго-восток от Дмитрова, по левому берегу реки Камарихи (левый приток Яхромы), высота центра над уровнем моря 193 м. Ближайшие населённые пункты — примыкающее на северо-востоке Гришино, Сбоево в 0,5 км на запад и Сурмино в 0,8 км на юго-восток.

## Население
| 2002 | 2006 | 2010 |
| ---- | ---- | ---- |
| 6    | ↘5   | ↗12  |